# Voalavo gymnocaudus
Voalavo gymnocaudus là một loài động vật có vú trong họ Nesomyidae, bộ Gặm nhấm. Loài này được Carleton & Goodman miêu tả năm 1998.

## Hình ảnh